# سياسة العراق
سياسة العراق تجري في إطار جمهورية برلمانية ديمقراطية فيدرالية ممثل. وهو نظام التعددية الحزبية حيث تمارس السلطة التنفيذية من قبل رئيس الوزراء لمجلس الوزراء بصفته رئيس الحكومة، فضلا عن رئيس العراق، وتناط السلطة التشريعية في مجلس النواب العراقي ومجلس الاتحاد العراقي.
رئيس الوزراء العراق هو الذي يحمل أكثر من السلطة التنفيذية ويعين مجلس الوزراء، والذي يعمل بمثابة الحكومة التي تعاون رئيسها في وضع السياسات واتخاذ القرارات. يتألف مجلس الرئاسة الحالية، لاستبدالها الانتقالية للرئيس جمهورية العراق الذي يعمل إلى حد كبير على انه شخصية رئيسية مع القوى قليلة.

## السياسة العراقية في عهد الرئيس السابق صدام
قبل غزو العراق 2003 وسقوط بغداد في 9 ابريل 2003 كان حزب البعث العربي الاشتراكي هو الحزب الحاكم في العراق حيث كان الحزب يحكم من خلال مجلس قيادة الثورة. كان مجلس قيادة الثورة يتكون من 9 أعضاء وكان رئيس المجلس هو رئيس الدولة والقائد العام لقوات المسلحة حيث كان صدام يشغل هذا المنصب. كان المجلس يعتبر الهيئة الرئيسية في العراق لأتخاذ القرارات المهمة والمصيرية وكان المجلس يعتبر أعلى سلطة في الدولة.
كان العراق يمتلك هيئة كانت بمثابة البرلمان أو السلطة التشريعية في البلاد وكانت مهمتها تشريع القوانين وكانت تسمى بالمجلس الوطني وكانت تضم 250 عضوا يتم انتخابهم كل اربع سنوات في اقتراع شعبي عام وقد تم تشكيل هذا المجلس في 1980 وكان أول رئيس له نعيم حداد ] وكان اخر انتخاب للمجلس الوطني تم في مارس 2000. كان كل أعضاء المجلس الوطني من المنتمين إلى حزب البعث العربي الاشتراكي اما بالنسبة للسلطة التنفيذية في العراق فكانت تتمثل في مجلس الوزراء التي كان يتم اختيارهم من قبل مجلس قيادة الثورة وكان نائب رئيس الوزراء في معظم الأحيان طه ياسين رمضان.
كانت السلطة القضائية في العراق تتبع نموذجا فرنسيا كان يطبق في العراق منذ زمن العثمانيين وكان هناك نوعان من المحاكم، المحاكم العامة والتي كانت تبت في القضايا الشخصية بين المواطنين، والمحاكم الخاصة التي كانت تاخذ على عاتقها القضايا المخلة بامن الدولة مثل محكمة الثورة. ويرى المراقبون السياسيون ان معظم القرارات بالأعدام كانت تتم في محاكمات صورية أو بدون محاكمات أساسا.

## السياسة العراقية في فترة ما بعد صدام حسين
بعد الإطاحة بحكومة الرئيس السابق صدام حسين في نيسان 2003 في أعقاب الغزو الأمريكي للعراق تشكلت سلطة الائتلاف الموحدة في العراق برئاسة بول بريمر وأصبح العراق رسميا تحت الاحتلال الأمريكي حيث استندت سلطة الائتلاف الموحدة في حكمها للعراق على قانون مجلس الأمن المرقم 1483 في 2003 واستطاعت أن تحكم قبضتها على السلطات التشريعية والتنفيذية والقضائية في العراق.
في 22 تموز 2003 شكلت سلطة الائتلاف الموحدة مجلس الحكم في العراق. الذي كانت صلاحياته محدودة إلا أنها قامت بكتابة قانون إدارة الدولة للفترة الأنتقالية التي كانت بمثابة دستور مؤقت في العراق. في 28 حزيران 2004 م تم حل مجلس الحكم في العراق وتم تشكبل الحكومة العراقية المؤقتة التي قامت بكتابة مسودة الدستور العراقي وكانت الحكومة معترفة بها من قبل الولايات المتحدة الأمريكية والجامعة العربية وبعض الدول الأخرى كممثل شرعي للعراق ولكن الولايات المتحدة احتفظت بصلاحيات واسعة في العراق وكانت هي صاحبة القرار أثناء فترة الحكومة المؤقتة.
في 3 مايو 2005 حلت الحكومة العراقية الانتقالية محل الحكومة العراقية المؤقتة وكانت المهام الرئيسية لهذه الحكومة هي الأعداد لقيام الأنتخابات العراقية لاختيار برلمان وحكومة دائمية في العراق مدتها 4 سنوات والتصديق على مسودة الدستور الذي كتب من قبل مجلس النواب العراقي المؤقت في الحكومة العراقية المؤقتة.

## الحكومة

### الحكومة الاتحادية
وحددت الحكومة الاتحادية من العراق بموجب الدستور الحالي بأنها ديمقراطية إسلامية،  الجمهورية البرلمانية الاتحادية. وتتألف الحكومة الاتحادية من السلطات التنفيذية والتشريعية والقضائية، فضلا عن العديد من اللجان المستقلة.

### الرؤساء
المملكة العراقية أول حكم عراقي في العهد الحديث (من 1921 - 1958)، بدأ رسميا منذ تعيين الملك فيصل الأول ملكا في عام 1921، إلا أن البلاد لم تنل الاستقلال إلا بعد عام 1932 لتكون من أوائل الدول العربية التي استقلت عن الوصاية الأوربية، وتحديدا الانتداب البريطاني.
بعد ثورة 14 تموز 1958 تولى العميد عبد الكريم قاسم رئاسة الوزراء ووزير الدفاع والقائد العام للقوات المسلحة، اما شريكه في الثورة عبد السلام عارف فقد أصبح الرجل الثاني في الدولة حيث تولى منصبي نائب رئيس الوزراء ووزير الداخلية.
وبعد وفاة عبد السلام عارف أجمع القياديون في الوزارة باختيار عبد الرحمن عارف رئيسا للجمهورية أمام المرشح المنافس رئيس الوزراء عبد الرحمن البزاز ليكون ثاني رئيس للجمهورية في العراق وثالث رئيس دولة أو حاكم بعد إعلان الجمهورية.
وتم إقصاء الرئيس عبد الرحمن عارف من الحكم على إثر ثورة 17 يوليو 1968 السلمية التي اشترك فيها عدداً من الضباط والسياسيين وبقيادة حزب البعث حيث داهموا الرئيس في القصر الجمهوري وأجبروه على التنحي عن الحكم مقابل ضمان سلامته فوافق وكان من مطالبه ضمان سلامة ابنه الذي كان ضابطا في الجيش.ثم تم إبعاد الرئيس عبد الرحمن عارف إلى إسطنبول وبقى منفيا هناك حتى عاد لبغداد في أوائل الثمانينات بعد أن أذن له الرئيس السابق صدام حسين بالعودة ومنحه راتباً تقاعدياً.
وكان أحمد حسن البكر قد أصبح رئيسا للوزراء لمدة 10 أشهر بعد حركة 1963 حيث أطاح عبد السلام عارف بحكومة حزب البعث في حركة 18 تشرين بعد سلسلة من الضغوط التي تعرض لها حزب البعث على خلفية أعمال العنف التي موست في العراق. نظم البكر حركة 17 تموز 1968 الذي أطاح بالرئيس العراقي آنذاك عبد الرحمن عارف.
وفي سنة 1979 تولى صدام حسين رئاسة العراق بعد تنازل أحمد حسن البكر عن السلطة.
في أكتوبر/ تشرين أول 2003 صدق مجلس الأمن على قرار يصف الولايات المتحدة وبريطانيا بأنهما قوتا احتلال للعراق ويؤكد على نقل السلطة مبكرا للعراقيين.
في الأول من يونيو/ حزيران 2004 تم تشكيل الحكومة العراقية المؤقتة الذي تم حلها فيما بعد وحل محلها الحكومة العراقية الانتقالية التي كانت من مهامها الرئيسية تهيئة الأنتخابات العراقية لاختيار مجلس النواب العراقي الدائمي والتصديق على الدستور العراقي الدائمي.
عين الحاكم الأمريكي بول بريمر، غازي مشعل عجيل الياور رئيسا للعراق وذلك بعد اعتذار عدنان الباجه جي عن منصب الرئاسة.
كانت المهمة الرئيسية للبرلمان المؤقت التي تم انتخابه هو انتخاب مجلسا للرئاسة مكونا من رئيس للبلاد ونائبين له حيث قام الثلاثة باختيار رئيس الوزراء الذي سيقوم بتشكيل الوزارة، تم اختيار جلال طالباني رئيسا للعراق مع غازي مشعل عجيل الياور وعادل عبدالمهدي كنائبين له وقاموا بدورهم باختيار إبراهيم الجعفري كرئيس للوزراء وسميت هذه الحكومة بالحكومة العراقية الانتقالية.

### أحزاب سياسية
الأحزاب السياسية في العراق
1. حزب الدعوة الإسلامية
2. حركة الوفاق الوطني العراقي
3. المجلس الأعلى الإسلامي العراقي
4. الحزب الإسلامي العراقي
5. الحزب الشيوعي العراقي
6. حزب الأمة العراقي
7. الحركة الملكية الدستورية العراقية
8. الحركة الديمقراطية الآشورية
9. مؤتمر صحوة العراق
10. المؤتمر الوطني العراقي
11. الجبهة العراقية للحوار الوطني
12. الحزب الديمقراطي الكردستاني
13. جبهة التوافق
14. الجبهة التركمانية العراقية
15. الاتحاد الوطني الكردستاني
16. الحركة الوطنية للاصلاح والتنمية (الحل)
17. الحزب الوطني الآشوري
18. حزب الفضيلة
19. حزب اليبرالي الايزدي
20. منظمة العمل الإسلامي
21. تجمع الوحدة الوطنية العراقي
22. الحزب الوطني العراقي
23. الحزب الدستوري العراقي
24. حزب التحرير الإسلامي - ولاية العراق
25. حزب النشور
26. حركة ارادة (حزب سياسي).
27. حركة عطاء.

## السلطات الثلاث في العراق

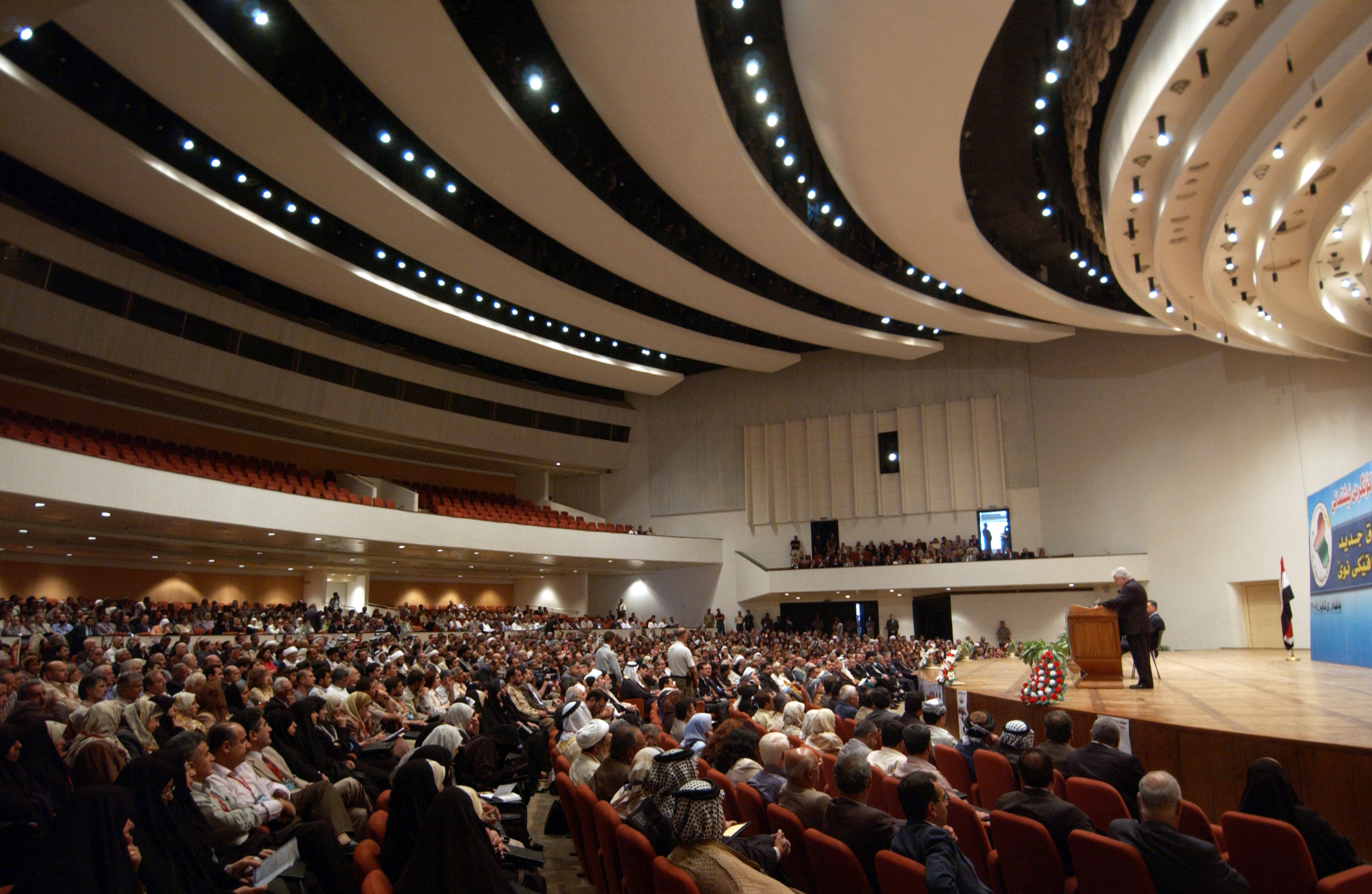
مركز مؤتمرات بغداد

### السلطة التشريعية
وتتكون السلطة التشريعية من مجلس النواب العراقي ومجلس الاتحاد العراقي. اعتبارا من عام 2009، كان مجلس الاتحاد لم تدخل بعد حيز الوجود.

### السلطة التنفيذية
وتتألف السلطة التنفيذية من رئيس رئيس مجلس الرئاسة ومجلس الوزراء.

### السلطة القضائية
وتتكون السلطة القضائية الاتحادية من مجلس القضاء الأعلى، والمحكمة الاتحادية العليا ومحكمة النقض، وجهاز الادعاء العام، وهيئة الاشراف القضائي، والمحاكم الاتحادية الأخرى التي ينظمها القانون. محكمة واحدة وهذا هو الجنائية المركزية المحكمة.

## الهيئات والمؤسسات المستقلة
المفوضية العليا لحقوق الإنسان، والمفوضية العليا المستقلة للانتخابات، ولجنة النزاهة هي لجان مستقلة تخضع لرقابة مجلس النواب. البنك المركزي العراقي، وديوان الرقابة المالية وهيئة الإعلام والاتصالات، وديوان الوقف السني ديوان الوقف الشيعي وديوان الوقف المسيحي هي هيئنات مستقلة إداريا وماليا. مرفق  ومؤسسة الشهداء تابعة لمجلس الوزراء. ومجلس الخدمة العامة الاتحادي ينظم شؤون الوظيفة العامة الاتحادية بما فيها التعيين والترقية.

## الحكومة المحلية
التقسيمات الأساسية في البلد والمناطق والمحافظات. ونظرا إلى كل المناطق والمحافظات حكما ذاتيا واسعا مع مناطق معينة صلاحيات اضافية مثل السيطرة على قوات الأمن الداخلي للإقليم كالشرطة وقوات الأمن، وحراس. عقدت  آخر انتخابات المحلية للمحافظات في محافظة العراقي 2009 الانتخابات في 31 يناير 2009.

### المناطق
ويقضي الدستور بأن مجلس النواب بسن قانون الذي ينص على إجراءات لتشكيل منطقة جديدة 6 أشهر من بداية دورتها الأولى. قانون صدر 11 أكتوبر 2006 بإجماع الأصوات مع 138 فقط من 275 ممثلا الحاضر، مع ممثلي المتبقية مقاطعة التصويت. المشرعون من جبهة التوافق العراقية، والحركة الصدرية وحزب الفضيلة الإسلامي يعارض كل مشروع القانون.
بموجب القانون، يمكن إنشاء منطقة من أصل واحد أو أكثر من المحافظات الحالية أو اثنين أو أكثر من المناطق القائمة، والمحافظة على ويمكن أيضا الانضمام إلى منطقة الموجودة لإنشاء منطقة جديدة. ويمكن اقتراح منطقة جديدة بمقدار الثلث أو أكثر من أعضاء المجلس في كل محافظة المتضررة الناخبين زائد 500 أو عشر أو أكثر من الناخبين في كل محافظة المتضررة. ويجب بعد ذلك الاستفتاء الذي سيعقد في غضون ثلاثة أشهر، الأمر الذي يتطلب أغلبية بسيطة لصالح لتمرير. في حالة من المقترحات المتنافسة، يتم وضع مقترحات متعددة للاقتراع والاقتراح مع معظم مؤيدي وطرحه للاستفتاء. في حالة إجراء استفتاء الإيجابي يتم انتخاب الجمعية التشريعية الانتقالية لمدة سنة، والذي لديه مهمة كتابة دستور للإقليم، والتي وضعت بعد ذلك لاستفتاء تتطلب أغلبية بسيطة لتمرير. ويتم انتخاب الرئيس، رئيس الوزراء والوزراء في المنطقة عن طريق الأغلبية البسيطة، وعلى النقيض من مجلس النواب العراقي الذي يتطلب ثلثي الدعم.

### التقسيمات الإدارية

محافظات العراق

ينقسم العراق إلى 18 منطقة إدارية تسمى بالمحافظة. تتمع ثلاث منها (محافظة دهوك محافظة أربيل محافظة السليمانية) بحكم ذاتي ذو نطاق واسع.
| - بغداد - محافظة صلاح الدين - ديالى - محافظة واسط - ميسان - البصرة | - محافظة ذي قار - المثنى - القادسية - بابل - كربلاء - النجف | - الأنبار - محافظة نينوى - دهوك - اربيل - كركوك - السليمانية |

## الانتخابات

### الانتخابات البرلمانية العراقية، يناير 2005

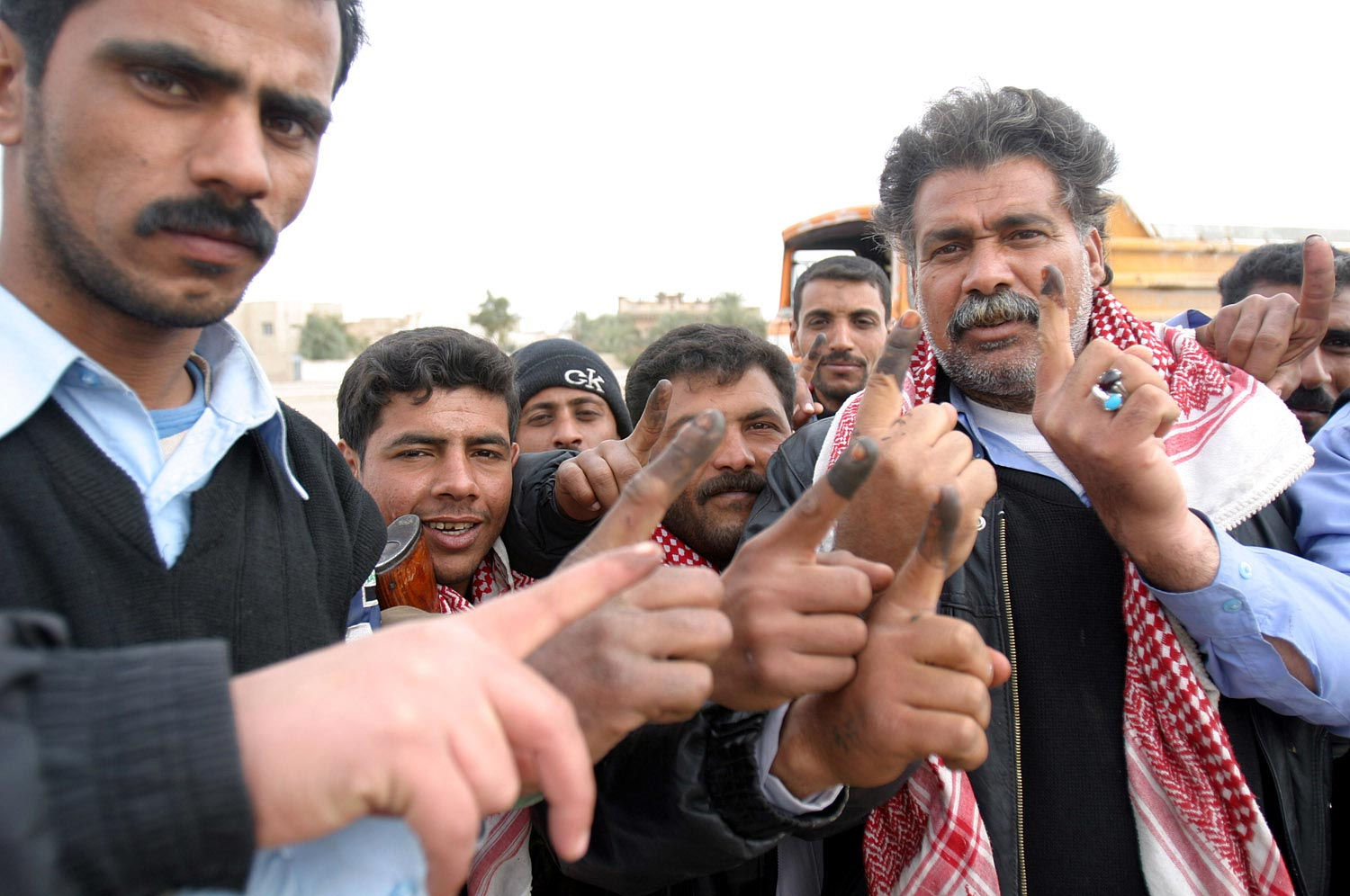
ضباط الشرطة العراقية تصمد السبابة على بحبر لا يمحى الأرجواني، كإجراء أمني لمنع التصويت المزدوج.

وأجريت انتخابات للجمعية الوطنية للعراق في 30 يناير 2005 في العراق. وكان 275 عضوا الجمعية الوطنية البرلمان التي أنشئت بموجب قانون الانتقالية خلال فترة الغزو العراق. وكانت الجمعية المنتخبة حديثا انتقالية تفويضا لكتابة دستور جديد ودائم للعراق وممارسة المهام التشريعية حتى الدستور الجديد ساري المفعول، وأسفرت عن تشكيل الحكومة العراقية الانتقالية.
الائتلاف العراقي الموحد المدعومة ضمنيا من قبل الشيعة علي السيستاني، قاد مع نحو 48 ٪ من الأصوات. وكان التحالف الوطني الديمقراطي الكردستاني في المرتبة الثانية مع 26 ٪ بعض من الأصوات. وجاء حزب رئيس الوزراء إياد علاوي، والقائمة العراقية والثالث مع بعض ٪ 14. في المجموع، حصل اثنا عشر الأطراف ما يكفي من الأصوات للفوز بمقعد في الجمعية.
هدد قليلة الإقبال السني العربي في شرعية الانتخابات، التي كانت منخفضة تصل إلى 2 ٪ في محافظة الأنبار. وشارك أكثر من 100 هجوم مسلح على مراكز الاقتراع مكان، مما أسفر عن مقتل ما لا يقل عن 44 شخصا (من بينهم تسعة انتحاريين) في جميع أنحاء العراق، بما في ذلك ما لا يقل عن 20 في بغداد.

### الانتخابات البرلمانية العراقية، ديسمبر 2005

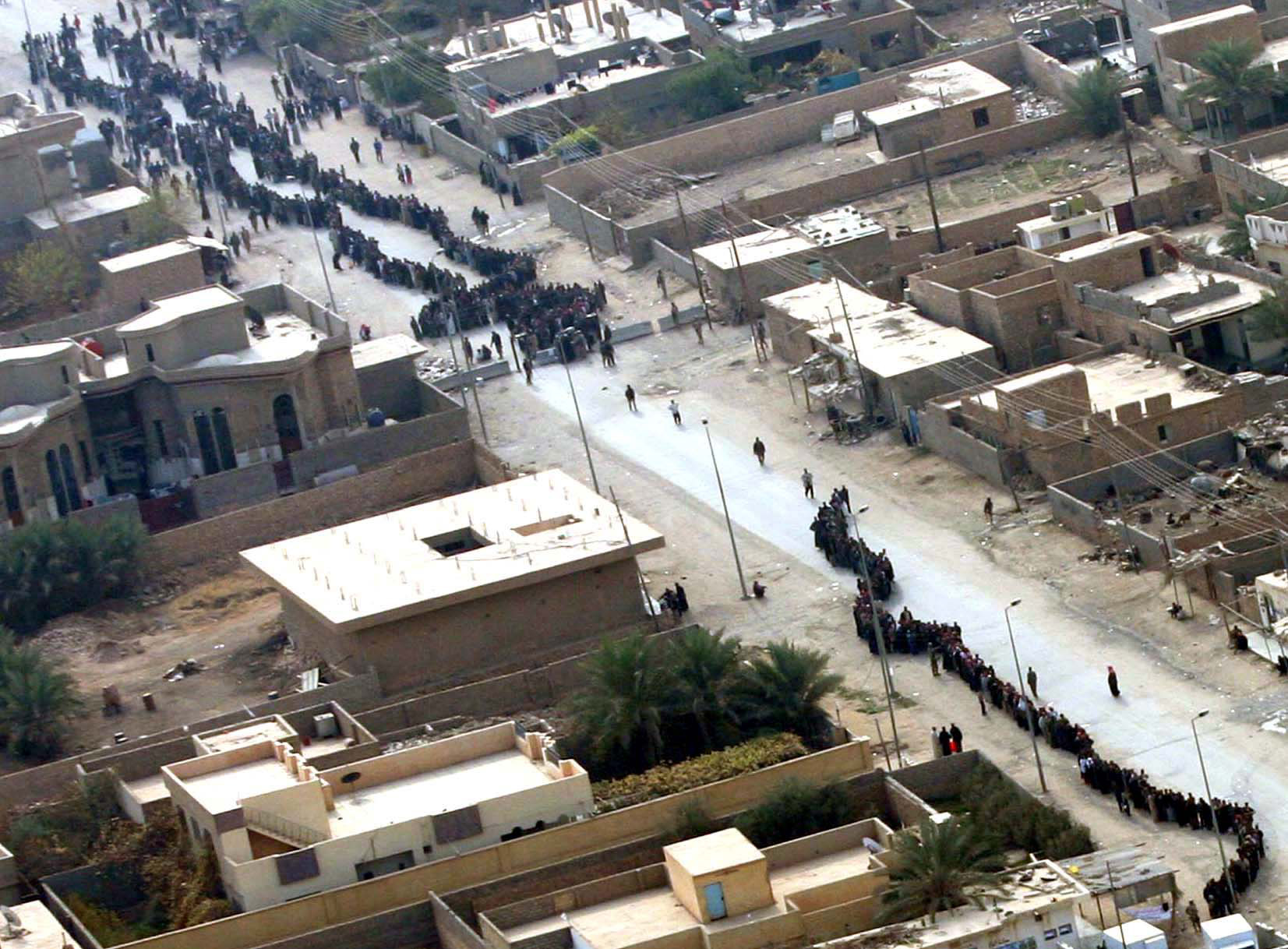
العراقيين في المدينة ذات الأغلبية السنية من حصيبة، والانتظار في طوابير للتصويت خلال الانتخابات الوطنية.

بعد التصديق على الدستور من العراق يوم 15 أكتوبر 2005، عقدت انتخابات عامة يوم 15 ديسمبر لانتخاب مجلس النواب العراقي الدائم الذي يضم 275 عضوا من النواب.
وقد جرت الانتخابات في ظل نظام القائمة، حيث اختار الناخبون من قائمة الأحزاب والائتلافات. وخصصت 230 مقعدا من بين محافظات العراق ال 18 على أساس عدد الناخبين المسجلين في كل اعتبارا من انتخابات كانون الثاني 2005، بما في ذلك 59 مقعدا لمحافظة بغداد. المقاعد في كل محافظة والمخصصة للقوائم من خلال نظام التمثيل النسبي. تم تخصيص مبلغ إضافي 45 «تعويضية» مقعدا لتلك الأطراف التي مئوية من مجموع الأصوات على المستوى الوطني (بما في ذلك من أصل الأصوات البلد) يتجاوز نسبة مئوية من مجموع 275 مقعدا أنها خصصت. وطلب من النساء لشغل 25 ٪ من المقاعد ال 275. التغيير في نظام التصويت أعطت وزنا أكبر للناخبين من العرب السنة الذين يشكلون غالبية الناخبين في عدة محافظات. ومن المتوقع أن هذه المحافظات وبالتالي سيعود ممثلو العرب السنة في الغالب، بعد أن قاطع السنة الانتخابات الأخيرة.
وكانت نسبة المشاركة مرتفعة (79,6 ٪). وشجع البيت الأبيض من مستويات منخفضة نسبيا من العنف أثناء الاقتراع،  مع جماعة متمردة واحدة مما يجعل جيدة على وقف الانتخابات اليوم الموعود على الهجمات، والذهاب أبعد من ذلك لحراسة الناخبين من الهجوم. الرئيس بوش وأشار كثير من الأحيان إلى الانتخابات بوصفها علامة على التقدم في إعادة اعمار العراق. ومع ذلك، هدد العنف الذي أعقب الانتخابات بانزلاق البلاد إلى حرب أهلية، قبل الوضع بدأ الهدوء في 2007. أنتجت نتائج الانتخابات نفسها حكومة ائتلافية هشة برئاسة نوري المالكي.

### الانتخابات البرلمانية العراقية، 2010
وعقد الانتخابات البرلمانية في العراق يوم 7 مارس 2010. وقرر انتخاب 325 أعضاء من مجلس النواب العراقي الذي سينتخب رئيس الوزراء العراقي والرئيس. وأسفرت الانتخابات التي جرت في نصرا جزئيا للحركة الوطنية العراقية، التي يقودها رئيس الوزراء المؤقت السابق إياد علاوي، الذي حصل على ما مجموعه 91 مقعدا، مما يجعلها أكبر تحالف في المجلس. وكان ائتلاف دولة القانون بقيادة رئيس الوزراء الحالي نوري المالكي، وثاني أكبر تجمع مع 89 مقعدا.
قضت المحكمة العليا في العراق والانتخابات كانت موضع جدل. وقبل الانتخابات، أن القانون الانتخابي الحالي / حكم غير دستوري، )، وقانون الانتخابات الجديد إجراء تغييرات في النظام الانتخابي. وفي 15 وأكدت المفوضية العليا للانتخابات يناير 2010، والمفوضية العليا المستقلة للانتخابات 499 مرشحا المحظورة من المشاركة في الانتخابات بسبب صلات مزعومة مع حزب البعث. وقبل بدء الحملة في 12 فبراير 2010، أن معظم وقد رفض النداءات من قبل المرشحين ومنعت 456 من المرشحين حظرت في البداية لن يسمح لهم بخوض الانتخابات. وكانت هناك ادعاءات كثيرة من الغش،  and a recount of the votes in Baghdad was ordered on 19 April 2010. وفي 14 مايو، بعد أن كان قد روى صناديق الاقتراع 11298، لم يكن هناك أي مؤشر على غش أو مخالفات.
وكان البرلمان الجديد افتتح يوم 14 يونيو 2010. وبعد شهور من المفاوضات مشحونة، التوصل إلى اتفاق بشأن تشكيل الحكومة الجديدة يوم 11 نوفمبر. الطالباني ستستمر رئيسا، فإن المالكي بقاء في منصب رئيس الوزراء هل وزير علاوي ورئيس مجلس الأمن الجديد.

### الانتخابات البرلمانية العراقية، 2014
وأجريت انتخابات برلمانية في العراق في 30 أبريل 2014. وقررت الانتخابات انتخاب 328 عضوا في مجلس النواب الذين سيختارون بدورهم الرئيس العراقي ورئيس الوزراء.

## قضايا

### الفساد
وفقا لمنظمة الشفافية الدولية، في العراق هي الحكومة الأكثر فسادا في الشرق الأوسط، ويوصف بأنه «نظام هجين» (بين «الديمقراطية معيبة» و«النظام الاستبدادي»). عام 2011 تقرير «تكاليف الحرب» من معهد واتسون في جامعة براون للدراسات الدولية خلصت إلى أن الوجود العسكري الأميركي في العراق لم تكن قادرة على منع هذا الفساد، مشيرا إلى ان في وقت مبكر عام 2006، «كانت هناك دلائل واضحة على عراق ما بعد صدام ليست في طريقها لتكون محورا لل ديمقراطية جديدة في الشرق الأوسط».

## وصلات خارجية
- Iraq Government على مشروع الدليل المفتوح
- Who Are Iraq's New Leaders? What Do They Want? U.S. Institute of Peace Special Report, March 2006
- BBC Report: Who's Who in Post-Saddam Iraq
- Iraq Elections newswire
- Video Seminar on Iraq Coalition Politics نسخة محفوظة 6 سبتمبر 2005 على موقع واي باك مشين.: April 20, 2005, sponsored by the Program in Arms Control, Disarmament, and International Security at the University of Illinois.
- Global Justice Project: Iraq
- M. Ismail Marcinkowski, Religion and Politics in Iraq. Shiite Clerics between Quietism and Resistance, with a foreword by Professor Hamid Algar of the University of California at Berkeley. Singapore: Pustaka Nasional, 2004 (ISBN 9971-77-513-1)
- Iraq Inter-Agency Information & Analysis Unit Reports, Maps and Assessments of Iraq's Governorates from the UN Inter-Agency Information & Analysis Unit